# Orestes Valley
Das Orestes Valley ist ein kleines und eisfreies Tal im ostantarktischen Viktorialand. In der Olympus Range liegt es auf der Nordseite des Mount Orestes.
Der US-amerikanische Geologe Parker E. Calkin (1933–2017) benannte es 1964 in Anlehnung an die Benennung des Mount Orestes. Dessen Namensgeber ist Orestes, eine Figur aus der griechischen Mythologie.